# Édith Boissonnas
Pour les articles homonymes, voir Boissonnas.
Édith Boissonnas, née Roethlisberger, née le 24 avril 1904 à Baden et morte le 9 octobre 1989, est une poétesse et critique littéraire suisse d'expression française, collaboratrice régulière à La Nouvelle Revue française depuis 1953.

## Biographie
Fille de médecin, Edith Roethlisberger, naît à Baden, en Suisse, et grandit à Genève, où elle rencontre son futur époux, Charles Boissonnas. À la suite du déménagement de ses parents et de son frère à Sanary-sur-Mer, dans le Var, en 1924, elle vit entre la maison familiale et Genève, où habite encore sa sœur. Elle se marie en 1927 à Charles Boissonnas, assistant puis professeur de chimie à l'Université de Genève, puis à celle de Neuchâtel. Après des séjours en Espagne, en Angleterre et aux États-Unis, elle fait plusieurs séjours à Paris, où elle rencontre Pierre Klossowski, Joseph Breitbach et Jean Schlumberger. Elle publie alors ses premiers poèmes dans la revue Yggdrasill (n° 5, août-septembre 1936), publiée par H.-P. Livet, et la traduction de Parler en chrétien de José Bergamín dans la revue Europe (n° 170, février 1937), dirigée par Jean Cassou.
En 1938, Édith Boissonnas fait parvenir, par l'intermédiaire de l'écrivain romand Léon Bopp, une série de poèmes à La Nouvelle Revue française, mais ils sont préalablement refusés. Cependant, Jean Paulhan profite du séjour de la poétesse à Paris en février 1939 pour la rencontrer. Boissonnas fait ainsi son entrée dans le milieu artistique de La NRF, elle assiste aux séances du Collège de sociologie de Georges Bataille, Roger Caillois et Michel Leiris et publie le poème « Les Civilisations » dans la revue Mesures (n° 2, avril 1939). Mais l'annonce de la Seconde Guerre mondiale gèle subitement ses ambitions littéraires parisiennes et la contraint à demeurer en Suisse, séparée de ses nouveaux amis et de sa famille, restée à Sanary-sur-Mer.
À la fin de la guerre, Jean Paulhan profite du voyage en Suisse de Jean Dubuffet pour renouer des liens avec Édith Boissonnas. C'est à ce moment qu'il entreprend avec elle de constituer son premier recueil de poèmes Paysage cruel, qui paraîtra en 1946 chez Gallimard, dans la collection « Métamorphoses » qu'il dirige. C'est aussi à ce moment que l'éditeur et la poétesse tombent amoureux.
Au mois de septembre 1945, Boissonnas s'installe à Paris. Elle côtoie alors Jean Dubuffet, avec lequel elle entretient une grande amitié ; la poétesse et le peintre commencent une correspondance qui durera jusqu'en 1980.
À partir d'avril 1953, Édith Boissonnas collabore à la revue littéraire La Nouvelle Revue française, où elle publie poèmes, proses et critiques d'art, en particulier sur les peintures de Jean Dubuffet, Henri Michaux, Alberto Giacometti.
En 1955, Edith Boissonnas fait une expérience de prise de mescaline avec Henri Michaux et Jean Paulhan. Cette première expérience fait l'objet de plusieurs publications : l'une de Boissonnas, « Mescaline » (La NRF, n° 29, mai 1955), une autre de Paulhan, Rapport sur une expérience (publié posthume dans ses Œuvres complètes IV, Tchou, 1969) et le célèbre Misérable miracle de Michaux.
Elle reçoit le Prix Max-Jacob en 1966.
Elle meurt en Suisse le 9 octobre 1989 et lègue ses archives à l'Université de Neuchâtel. Le fonds Boissonnas est conservé à la Bibliothèque publique et universitaire de Neuchâtel.

## Œuvres
Recueils de poèmes
- Étude, Gallimard, 1980  (ISBN 978-2070225170)
- Initiales, Gallimard, 1971  (ISBN 978-2070277681)
- L'Embellie, Gallimard, 1966
- Le Grand jour, Gallimard, 1955
- Demeures, Gallimard, 1950
- Paysage cruel, Gallimard, 1946

Poèmes illustrés
- Passionné, avec une lithographie de Georges Braque, Alès, P. A. Benoit, juin 1958.
- Limbe, avec quatre gravures d'André Masson, Alès, P. A. Benoit, mars 1961.
- Poèmes, avec une gravure d'Alberto Giacometti, Paroles peintes II, Éditions O. Lazar-Vernet, 1965.
- Poèmes, avec une gravure de Debré, Paroles peintes IV, Éditions O. Lazar-Vernet, 1970.
- Poème, avec une gravure de Chillida, Paroles peintes V, Éditions O. Lazar-Vernet, 1975.

Poèmes traduits
- Paisaje cruel, traduits par Jorge Luis Borges, SUR, n° 147-149, Buenos Aires, Éditions Victoria Ocampo, mars 1947.
- « Fragments », « Dwellings of the Mind », traduits par Francis Carmody, French poetry since 1940. A bilingual anthology, Berkeley, Privately printed, 1964.
- « The look », « Becalmed », « The Void », traduits par Edward Lucie-Smith, French Poetry today. An Anthology, Londres, Rapp+Whiting, 1971.

Correspondances et inédits publiés posthume
- Édith Boissonnas, Henri Michaux, Jean Paulhan, Mescaline 55, édition établie et annotée par Muriel Pic avec la participation de Simon Miaz, Paris, Éditions Claire Paulhan, 2014. Préface de Muriel Pic.  (ISBN 978-2912222497) (Cf. http://www.clairepaulhan.com/auteurs/edith_boissonnas.html)
- Édith Boissonnas, Jean Dubuffet, La Vie est libre. Correspondance et critiques. 1945-1980, édition établie par Muriel Pic avec la collaboration de Simon Miaz, Carouge-Genève, Éditions Zoé, 2014. Textes présentés par Muriel Pic.  (ISBN 978-2-88182-920-8). (Cf. http://www.editionszoe.ch/livre/la-vie-est-libre-correspondance-et-critiques-1945-1980-1)
- « Édith Boissonnas au Collège de sociologie », documents présentés par Muriel Pic, Critique numéro spécial : Georges Bataille : d'un monde l'autre, direction de Pierre Antoine Fabre, Muriel Pic et Philippe Roger, février 2013. Contient des extraits du Journal pour moi seule (inédit) d'Édith Boissonnas.
- Cyrille Gigandet et Jean Borie (éds.), Hommage à Édith et à Charles Boissonnas. Autour de La NRF et du Collège de sociologie. Extraits du Journal pour moi seule d'Édith Boissonnas et de sa correspondance avec Jean Paulhan (20 juin 1938-17 septembre 1940), Université de Neuchâtel, Librairie Droz, 1998  (ISBN 294023700X)